# Élections législatives de 1876 dans le Tarn
Les élections législatives de 1876 ont eu lieu les 20 février et 5 mars.

## Résultats à l'échelle du département
| Partis         | Partis                                                | Premier tour | Premier tour | Deuxième tour | Deuxième tour | Sièges |
| Partis         | Partis                                                | Voix         | %            | Voix          | %             | Sièges |
| -------------- | ----------------------------------------------------- | ------------ | ------------ | ------------- | ------------- | ------ |
|                | Gauche républicaine, Union républicaine, Républicains | 39 685       | 48,15        | 12 829        | 44,27         | 3      |
|                | Bonapartistes                                         | 20 465       | 24,83        | 4 129         | 14,25         | 1      |
|                | Centre droit                                          | 12 427       | 15,08        | 3 756         | 12,96         | 0      |
|                | Légitimistes, Monarchistes                            | 9 850        | 11,95        | 8 263         | 28,52         | 1      |
|                |                                                       |              |              |               |               |        |
| Inscrits       | Inscrits                                              |              | 100,00       |               | 100,00        | 5      |
| Votants        |                                                       |              |              |               |               |        |
| Abstentions    |                                                       |              |              |               |               |        |
| Blancs et nuls |                                                       |              |              |               |               |        |
| Exprimés       | Exprimés                                              | 82 427       |              | 28 977        |               |        |

## Résultats par arrondissement

### Arrondissement d'Albi
| Candidats      | Candidats      | Étiquette          | Premier tour | Premier tour |
| Candidats      | Candidats      | Étiquette          | Voix         | %            |
| -------------- | -------------- | ------------------ | ------------ | ------------ |
|                | Louis Cavalié  | Union républicaine | 11 126       | 51,80        |
|                | Raymond Gorsse | Centre droit       | 10 353       | 48,20        |
|                |                |                    |              |              |
| Inscrits       | Inscrits       | Inscrits           | 28 068       | 100,00       |
| Votants        | Votants        | Votants            | 21 541       | 76,75        |
| Abstention     | Abstention     | Abstention         | 6 527        | 23,25        |
| Blancs et nuls | Blancs et nuls | Blancs et nuls     | 62           | 0,29         |
| Exprimés       | Exprimés       | Exprimés           | 21 479       | 99,71        |

### Arrondissement  de Castres

#### 1recirconscription
| Candidats      | Candidats              | Étiquette                | Premier tour | Premier tour | Deuxième tour | Deuxième tour |
| Candidats      | Candidats              | Étiquette                | Voix         | %            | Voix          | %             |
| -------------- | ---------------------- | ------------------------ | ------------ | ------------ | ------------- | ------------- |
|                | Jean-Louis Combes-Gary | Monarchiste              | 7 065        | 42,94        | 8 263         | 51,31         |
|                | Louis Alquier-Bouffard | Républicain conservateur | 4 800        | 29,18        | 7 841         | 48,69         |
|                | Frédéric Thomas        | Gauche républicaine      | 4 587        | 27,88        |               |               |
|                |                        |                          |              |              |               |               |
| Inscrits       | Inscrits               | Inscrits                 |              | 100,00       |               | 100,00        |
| Votants        |                        |                          |              |              |               |               |
| Abstention     |                        |                          |              |              |               |               |
| Blancs et nuls |                        |                          |              |              |               |               |
| Exprimés       | Exprimés               | Exprimés                 | 16 452       |              | 16 104        |               |

#### 2ecirconscription
| Candidats      | Candidats      | Étiquette           | Premier tour | Premier tour |
| Candidats      | Candidats      | Étiquette           | Voix         | %            |
| -------------- | -------------- | ------------------- | ------------ | ------------ |
|                | René Reille    | Bonapartiste        | 11 004       | 71,79        |
|                | Casimir Mondot | Gauche républicaine | 4 323        | 28,21        |
|                |                |                     |              |              |
| Inscrits       | Inscrits       | Inscrits            | 20 407       | 100,00       |
| Votants        | Votants        | Votants             | 16 344       | 80,09        |
| Abstention     | Abstention     | Abstention          | 4 063        | 19,91        |
| Blancs et nuls | Blancs et nuls | Blancs et nuls      | 1 017        | 6,22         |
| Exprimés       | Exprimés       | Exprimés            | 15 327       | 93,78        |

### Arrondissement de Gaillac
| Candidats      | Candidats         | Étiquette           | Premier tour | Premier tour |
| Candidats      | Candidats         | Étiquette           | Voix         | %            |
| -------------- | ----------------- | ------------------- | ------------ | ------------ |
|                | Bertrand Lavergne | Gauche républicaine | 10 324       | 62,40        |
|                | De Gélis          | Bonapartiste        | 6 220        | 37,60        |
|                |                   |                     |              |              |
| Inscrits       | Inscrits          | Inscrits            | 21 953       | 100,00       |
| Votants        | Votants           | Votants             | 16 889       | 76,93        |
| Abstention     | Abstention        | Abstention          | 5 064        | 23,07        |
| Blancs et nuls | Blancs et nuls    | Blancs et nuls      | 345          | 2,04         |
| Exprimés       | Exprimés          | Exprimés            | 16 544       | 97,96        |

### Arrondissement de Lavaur
| Candidats      | Candidats                | Étiquette           | Premier tour | Premier tour | Deuxième tour | Deuxième tour |
| Candidats      | Candidats                | Étiquette           | Voix         | %            | Voix          | %             |
| -------------- | ------------------------ | ------------------- | ------------ | ------------ | ------------- | ------------- |
|                | Bernard Marty            | Gauche républicaine | 4 525        | 35,84        | 4 988         | 38,75         |
|                | Pierre Daguilhon-Pujol   | Bonapartiste        | 3 241        | 25,67        | 4 129         | 32,07         |
|                | Louis Daguilhon-Lasselve | Centre droit        | 2 074        | 16,43        | 3 756         | 29,18         |
|                | De Saint-Simon           | Légitimiste         | 1 790        | 14,18        |               |               |
|                | De Toulouse-Lautrec      | Légitimiste         | 995          | 7,88         |               |               |
|                |                          |                     |              |              |               |               |
| Inscrits       | Inscrits                 | Inscrits            | 16 170       | 100,00       | 16 170        | 100,00        |
| Votants        | Votants                  | Votants             |              |              | 12 917        | 79,88         |
| Abstention     | Abstention               | Abstention          |              |              | 3 253         | 20,12         |
| Blancs et nuls | Blancs et nuls           | Blancs et nuls      |              |              | 44            | 0,34          |
| Exprimés       | Exprimés                 | Exprimés            | 12 625       |              | 12 873        | 99,66         |